# Loncopué
Loncopué é uma cidade da Argentina, localizada na província de Neuquén.